# Rhizangia
Genre
Rhizangia est un genre de coraux durs de la famille des Rhizangiidae.

## Liste d'espèces
Le genre Rhizangia comprend les espèces suivantes :
| Selon Paleobiology Database (12 juillet 2015) : - Rhizangia aotearoa - Rhizangia brevissima - Rhizangia martini - Rhizangia padricensis - Rhizangia sedgwicki | Selon World Register of Marine Species (12 juillet 2015) : - Aucune espèce |